# 魔女たちの楽園〜二度なき人生〜
『魔女たちの楽園～二度なき人生～』（まじょたちのらくえん～にどなきじんせい～、原題：二度はない、ハングル：두 번은 없다）は、2019年11月2日から2020年3月7日までMBCで放送された韓国のテレビドラマ。

## 概要
『伝説の魔女～愛を届けるベーカリー～』や『月桂樹洋服店の紳士たち～恋はオーダーメイド!～』で30％超の視聴率を叩き出し、 " 週末ドラマの伝説 "　と称されるク・ヒョンスクが脚本を手がける。制作は、『太陽を抱く月』や『ドクターズ〜恋する気持ち〜』、『サム、マイウェイ〜恋の一発逆転!〜』など、数々のヒットドラマを生み出してきたPANエンターテインメント。
それぞれに事情を抱えた登場人物たちが、困難にめげずに立ち向かっていく姿がコミカルかつ温かく描かれ、全世代が共感できる愉快なヒューマンドラマに仕上がっている。
個性豊かな人々が集まった楽園荘の宿泊客と、クソンホテルの人々の物語を描き、本物の家族のように絆を深め合い、失敗と困難、痛みを乗り越えて再起を夢見るドラマ。

## あらすじ
臨月の妊婦クム・バクハ（パク・セワン）は、夫カン・ジング（イ・ソジュン）を火災によって亡くしてしまう。事件は自殺として処理され、彼には会社の資金を横領していたという疑いがかけられる。夫がそんなことをするはずがないと考えたバクハは、真相を探るためにソウルヘ向かい、ジングの勤務先であるクソンホテルに押しかける。しかし、相手にされないどころか、無理やり追い出されてしまう。アメリカから帰国したばかりのクソンホテル戦略本部長ナ・ヘジュン（クァク・ドンヨン）は、そんな彼女を見かけ、金目当ての詐欺師だと勘違いする。その帰り道に産気づいたバクハは、長期宿泊者たちが滞在する楽園荘の人々に助けられ、そこで息子ヨルムを出産する。その後、楽園荘の女将ポク・マンレ（ユン・ヨジョン）は、バクハにしばらく楽園荘で休むように勧める。その後、ジングの散骨を済ませたバクハは、事件の真相を暴くため、楽園荘での生活をスタートさせる。そんな中、偶然バクハを見かけたヘジュンは彼女に突っかかり、2人は最悪の出会いを果たしてしまう。

## 登場人物

### 主要人物
- クム・バクハ：パク・セワン[2]

楽園荘4号室の住人。ヨルムの母。
明るく芯の強いシングルマザー。
- ナ・ヘジュン：クァク・ドンヨン[2]

クソンホテル戦略本部長。ワンサムの孫。
- ポク・マンレ：ユン・ヨジョン

楽園荘の女将。
- カム・プンギ：オ・ジホ[2]

楽園荘5号室の住人。クソングループ系列のゴルフクラブのコーチ。小説家。

### 楽園荘
- パン・ウンジ：イェ・ジウォン[2]

楽園荘6号室の住人。クソンホテルのゴルフ場のキャディ。
- キム・ウジェ：ソン・ウォンソク

楽園荘3号室の住人。プロゴルファー。
- チェ・ゴボク：チュ・ヒョン

楽園荘1号室の住人。マンレの元恋人。
- チェ・マノ：チョン・ソギョン

楽園荘2号室の住人。クソンホテルの元ベーカリーシェフ。グミの夫。
- ヤン・グミ：コ・スヒ

楽園荘2号室の住人。クソンホテルの元エステティシャン。マノの妻。
- ヨルム

楽園荘4号室の住人。ジングとバクハの息子。

### クソンホテル
- ナ・ワンサム：ハン・ジンヒ

クソンホテル会長。ヘジュンとヘリの祖父。
- ナ・ヘリ：パク・アイン

クソンホテルマーケティング本部長。ヘジュンの従姉。ウジェの恋人。
- ト・ドヒ：パク・チュングム

ワンサムの長男の嫁。ヘリの母。
- オ・インスク：ファン・ヨンヒ

クソンギャラリー館長。ワンサムの次男の嫁。ヘジュンの母。
- ソン・ビョンギ：パク・コンラク

クソンホテル理事。
- カン・ジング：イ・ソジュン

クソンリゾート会計課代理。バクハの亡夫。ヨルムの父。

## 日本での放送
2020年1月21日よりCSチャンネルKNTVにて日本で初めて放送された。2021年2月8日から3月30日まで『魔女たちの楽園～二度なき人生〜』という邦題でWOWOWにて放送された
。放送チャンネルによって、話数と放送形式がオリジナルの話数と異なる事がある。
| 放送国・地域   | 放送局         | 系列局         | 放送期間                          | 放送時間                                                                                           | 話数 | 備考                                         |
| -------------- | -------------- | -------------- | --------------------------------- | -------------------------------------------------------------------------------------------------- | ---- | -------------------------------------------- |
| 韓国           | MBC            | -              | 2019年11月2日 - 2020年3月7日      | 毎週土曜 21:05 -                                                                                   | 36   |                                              |
| 日本全国       | KNTV           | -              | 本放送：2020年1月21日 - 5月19日   | 毎週火曜 20:50 - 23:15（2020年1月21日 - 3月31日） 毎週火曜 20:00 - 22:30（2020年4月7日 - 5月19日） | 36   | 朝鮮語放送（日本語字幕付き）、二話連続放送   |
| 日本全国       | KNTV           | -              | 再放送：2020年6月7日 - 8月23日    | 毎週日曜 4:00 - 7:00                                                                               | 36   | 朝鮮語放送（日本語字幕付き）、三話連続放送   |
| 日本全国       | WOWOW          | -              | 2021年2月8日 - 3月30日            | 毎週月曜〜金曜 8:30 - 9:45                                                                         | 36   | 朝鮮語放送（日本語字幕付き）                 |
| 日本全国       | フジテレビTWO  | -              | 本放送：2021年7月12日 - 8月31日   | 毎週月曜〜金曜 1:10 - 2:10                                                                         | 36   | 朝鮮語放送（日本語字幕付き）                 |
| 日本全国       | フジテレビTWO  | -              | 再放送：2021年11月16日 - 11月24日 | 毎週火曜〜金曜 17:30 - 最大0:00                                                                    | 36   | 朝鮮語放送（日本語字幕付き）、3〜7話連続放送 |
| 関東広域圏     | テレビ東京     | テレビ東京系列 | 2021年8月3日 - 9月28日            | 毎週月曜〜金曜 8:15 - 9:11                                                                         | 40   | 二ヶ国語放送（日本語字幕付き）               |
| 日本全国       | BS12トゥエルビ | -              | 2021年11月9日 - 2022年1月3日      | 毎週月曜〜金曜 20:00 - 21:00                                                                       | 40   | 朝鮮語放送（日本語字幕付き）                 |
| 岡山県・香川県 | テレビせとうち | テレビ東京系列 | 2021年12月15日 - 2022年2月15日    | 毎週月曜〜金曜 8:00 - 8:55                                                                         | 40   | 二ヶ国語放送（日本語字幕付き）               |
| 大阪府         | テレビ大阪     | テレビ東京系列 | 2022年1月4日 - 2月28日            | 毎週月曜〜金曜 8:30 - 9:27                                                                         | 40   | 二ヶ国語放送（日本語字幕付き）               |
| 中京広域圏     | テレビ愛知     | テレビ東京系列 | 2022年2月3日 - 3月24日            | 毎週月曜〜金曜 8:15 - 9:30                                                                         | 36   | 二ヶ国語放送（日本語字幕付き）               |
| 北海道         | テレビ北海道   | テレビ東京系列 | 2022年5月3日 - 6月27日            | 毎週月曜〜金曜 8:00 - 8:56                                                                         | 40   | 二ヶ国語放送（日本語字幕付き）               |
| 福岡県         | TVQ九州放送    | テレビ東京系列 | 2023年6月9日 - 8月3日             | 毎週月曜〜金曜 8:00 - 9:00                                                                         | 40   | 二ヶ国語放送（日本語字幕付き）               |

## 放送日程

### 36話版
| 各話   | KNTVでの放送日 | テレビ愛知での放送日 | サブタイトル             |
| ------ | -------------- | -------------------- | ------------------------ |
| 第1話  | 2020年1月21日  | 2022年2月3日         | 事情を抱えた人たち       |
| 第2話  | 2020年1月21日  | 2022年2月4日         | ある夜の出来事           |
| 第3話  | 2020年1月28日  | 2022年2月7日         | 最悪な出会い             |
| 第4話  | 2020年1月28日  | 2022年2月8日         | 生きるための決心         |
| 第5話  | 2020年2月4日   | 2022年2月9日         | 覚悟しなさい             |
| 第6話  | 2020年2月4日   | 2022年2月10日        | 思いどおりにいかない人生 |
| 第7話  | 2020年2月11日  | 2022年2月11日        | 因縁の相手               |
| 第8話  | 2020年2月11日  | 2022年2月14日        | 関わりたくない人         |
| 第9話  | 2020年2月18日  | 2022年2月15日        | 絶対に間違いない！       |
| 第10話 | 2020年2月18日  | 2022年2月16日        | 予期せぬ出来事           |
| 第11話 | 2020年2月25日  | 2022年2月17日        | 昨晩のアクシデント       |
| 第12話 | 2020年2月25日  | 2022年2月18日        | 信じてくれる人           |
| 第13話 | 2020年3月3日   | 2022年2月21日        | 人生は一発逆転！         |
| 第14話 | 2020年3月3日   | 2022年2月22日        | ずっと会いたかった       |
| 第15話 | 2020年3月10日  | 2022年2月23日        | それぞれの立場           |
| 第16話 | 2020年3月10日  | 2022年2月24日        | 幸せなクリスマスイブ     |
| 第17話 | 2020年3月18日  | 2022年2月25日        | オーマイゴッド！         |
| 第18話 | 2020年3月18日  | 2022年2月28日        | 居ても立ってもいられない |
| 第19話 | 2020年3月25日  | 2022年3月1日         | お前が好きだ             |
| 第20話 | 2020年3月25日  | 2022年3月2日         | 私たちは家族             |
| 第21話 | 2020年3月31日  | 2022年3月3日         | 確信した時               |
| 第22話 | 2020年3月31日  | 2022年3月4日         | 自分が進むべき道         |
| 第23話 | 2020年4月7日   | 2022年3月7日         | 私は味方                 |
| 第24話 | 2020年4月7日   | 2022年3月8日         | 隠されていた事実         |
| 第25話 | 2020年4月14日  | 2022年3月9日         | 夫の姿                   |
| 第26話 | 2020年4月14日  | 2022年3月10日        | 引き止めたい心           |
| 第27話 | 2020年4月21日  | 2022年3月11日        | 幸せのための選択         |
| 第28話 | 2020年4月21日  | 2022年3月14日        | 新しい関係の始まり       |
| 第29話 | 2020年4月28日  | 2022年3月15日        | 裏切りの代価             |
| 第30話 | 2020年4月28日  | 2022年3月16日        | 息子としての苦しみ       |
| 第31話 | 2020年5月5日   | 2022年3月17日        | 家族の危機               |
| 第32話 | 2020年5月5日   | 2022年3月18日        | 覚悟の時                 |
| 第33話 | 2020年5月12日  | 2022年3月21日        | 壊れた関係               |
| 第34話 | 2020年5月12日  | 2022年3月22日        | 人生の分かれ道           |
| 第35話 | 2020年5月19日  | 2022年3月23日        | 待ちに待った瞬間         |
| 第36話 | 2020年5月19日  | 2022年3月24日        | 新たな船出               |

### 40話版
| 各話   | テレビ東京での放送日 | BS12トゥエルビでの放送日 | TSCでの放送日  | TVOでの放送日 | TVhでの放送日 | TVQでの放送日 | サブタイトル             |
| ------ | -------------------- | ------------------------ | -------------- | ------------- | ------------- | ------------- | ------------------------ |
| 第1話  | 2021年8月3日         | 2021年11月9日            | 2021年12月15日 | 2022年1月4日  | 2022年5月3日  | 2023年6月9日  | 事情を抱えた人たち       |
| 第2話  | 2021年8月5日         | 2021年11月10日           | 2021年12月16日 | 2022年1月5日  | 2022年5月4日  | 2023年6月12日 | ある夜の出来事           |
| 第3話  | 2021年8月6日         | 2021年11月11日           | 2021年12月17日 | 2022年1月6日  | 2022年5月5日  | 2023年6月13日 | 最悪な出会い             |
| 第4話  | 2021年8月9日         | 2021年11月12日           | 2021年12月20日 | 2022年1月7日  | 2022年5月6日  | 2023年6月14日 | 切実な頼み               |
| 第5話  | 2021年8月10日        | 2021年11月15日           | 2021年12月21日 | 2022年1月10日 | 2022年5月9日  | 2023年6月15日 | 因縁の相手               |
| 第6話  | 2021年8月11日        | 2021年11月16日           | 2021年12月22日 | 2022年1月11日 | 2022年5月10日 | 2023年6月16日 | 私が生きる理由           |
| 第7話  | 2021年8月12日        | 2021年11月17日           | 2021年12月23日 | 2022年1月12日 | 2022年5月11日 | 2023年6月19日 | 覚悟しなさい             |
| 第8話  | 2021年8月13日        | 2021年11月18日           | 2021年12月24日 | 2022年1月13日 | 2022年5月12日 | 2023年6月20日 | 新たな手がかり           |
| 第9話  | 2021年8月16日        | 2021年11月19日           | 2021年12月27日 | 2022年1月14日 | 2022年5月13日 | 2023年6月21日 | 関わりたくない人         |
| 第10話 | 2021年8月17日        | 2021年11月22日           | 2022年1月4日   | 2022年1月17日 | 2022年5月16日 | 2023年6月22日 | 絶対に間違いない         |
| 第11話 | 2021年8月18日        | 2021年11月23日           | 2022年1月5日   | 2022年1月18日 | 2022年5月17日 | 2023年6月23日 | 予期せぬ事態             |
| 第12話 | 2021年8月19日        | 2021年11月24日           | 2022年1月6日   | 2022年1月19日 | 2022年5月18日 | 2023年6月26日 | キスはアクシデント       |
| 第13話 | 2021年8月20日        | 2021年11月25日           | 2022年1月7日   | 2022年1月20日 | 2022年5月19日 | 2023年6月27日 | 涙の夜                   |
| 第14話 | 2021年8月23日        | 2021年11月26日           | 2022年1月10日  | 2022年1月21日 | 2022年5月20日 | 2023年6月28日 | 人生は一発逆転           |
| 第15話 | 2021年8月24日        | 2021年11月29日           | 2022年1月11日  | 2022年1月24日 | 2022年5月23日 | 2023年6月29日 | 会いたい人               |
| 第16話 | 2021年8月25日        | 2021年11月30日           | 2022年1月12日  | 2022年1月25日 | 2022年5月24日 | 2023年6月30日 | 思いがけない優しさ       |
| 第17話 | 2021年8月26日        | 2021年12月1日            | 2022年1月13日  | 2022年1月26日 | 2022年5月25日 | 2023年7月3日  | それぞれの思惑           |
| 第18話 | 2021年8月27日        | 2021年12月2日            | 2022年1月14日  | 2022年1月27日 | 2022年5月26日 | 2023年7月4日  | クリスマスイブの過ごし方 |
| 第19話 | 2021年8月30日        | 2021年12月3日            | 2022年1月17日  | 2022年1月28日 | 2022年5月27日 | 2023年7月5日  | オーマイゴッド！         |
| 第20話 | 2021年8月31日        | 2021年12月6日            | 2022年1月18日  | 2022年1月31日 | 2022年5月30日 | 2023年7月6日  | 離れ離れの時間           |
| 第21話 | 2021年9月1日         | 2021年12月7日            | 2022年1月19日  | 2022年2月1日  | 2022年5月31日 | 2023年7月7日  | お前が好きだ             |
| 第22話 | 2021年9月2日         | 2021年12月8日            | 2022年1月20日  | 2022年2月2日  | 2022年6月1日  | 2023年7月10日 | 喜びとは裏腹に           |
| 第23話 | 2021年9月3日         | 2021年12月9日            | 2022年1月21日  | 2022年2月3日  | 2022年6月2日  | 2023年7月11日 | 私たちは家族             |
| 第24話 | 2021年9月6日         | 2021年12月10日           | 2022年1月24日  | 2022年2月4日  | 2022年6月3日  | 2023年7月12日 | 葛藤する気持ち           |
| 第25話 | 2021年9月7日         | 2021年12月13日           | 2022年1月25日  | 2022年2月7日  | 2022年6月6日  | 2023年7月13日 | 頼れる人                 |
| 第26話 | 2021年9月8日         | 2021年12月14日           | 2022年1月26日  | 2022年2月8日  | 2022年6月7日  | 2023年7月14日 | 私は味方                 |
| 第27話 | 2021年9月9日         | 2021年12月15日           | 2022年1月27日  | 2022年2月9日  | 2022年6月28日 | 2023年7月17日 | あの日の記憶             |
| 第28話 | 2021年9月10日        | 2021年12月16日           | 2022年1月28日  | 2022年2月10日 | 2022年6月9日  | 2023年7月18日 | 罪悪感からの解放         |
| 第29話 | 2021年9月13日        | 2021年12月17日           | 2022年1月31日  | 2022年2月11日 | 2022年6月10日 | 2023年7月19日 | 引き止めたい心           |
| 第30話 | 2021年9月14日        | 2021年12月20日           | 2022年2月1日   | 2022年2月14日 | 2022年6月13日 | 2023年7月20日 | 幸せのための選択         |
| 第31話 | 2021年9月15日        | 2021年12月21日           | 2022年2月2日   | 2022年2月15日 | 2022年6月14日 | 2023年7月21日 | 自分の居場所             |
| 第32話 | 2021年9月16日        | 2021年12月22日           | 2022年2月3日   | 2022年2月16日 | 2022年6月15日 | 2023年7月24日 | 晴れの日の悪夢           |
| 第33話 | 2021年9月17日        | 2021年12月23日           | 2022年2月4日   | 2022年2月17日 | 2022年6月16日 | 2023年7月25日 | 裏切りの代価             |
| 第34話 | 2021年9月20日        | 2021年12月24日           | 2022年2月7日   | 2022年2月18日 | 2022年6月17日 | 2023年7月26日 | 壊れゆく関係             |
| 第35話 | 2021年9月21日        | 2021年12月27日           | 2022年2月8日   | 2022年2月21日 | 2022年6月20日 | 2023年7月27日 | 別れの覚悟               |
| 第36話 | 2021年9月22日        | 2021年12月28日           | 2022年2月9日   | 2022年2月22日 | 2022年6月21日 | 2023年7月28日 | 家族の危機               |
| 第37話 | 2021年9月23日        | 2021年12月29日           | 2022年2月10日  | 2022年2月23日 | 2022年6月22日 | 2023年7月31日 | 人生の分かれ道           |
| 第38話 | 2021年9月24日        | 2021年12月30日           | 2022年2月11日  | 2022年2月24日 | 2022年6月23日 | 2023年8月1日  | 愛する人を守るため       |
| 第39話 | 2021年9月27日        | 2021年12月31日           | 2022年2月14日  | 2022年2月25日 | 2022年6月24日 | 2023年8月2日  | 悔い改めの心             |
| 第40話 | 2021年9月28日        | 2022年1月3日             | 2022年2月15日  | 2022年2月28日 | 2022年6月27日 | 2023年8月3日  | 新たな船出               |